# Rieden am Forggensee
Rieden am Forggensee è un comune tedesco di 1 231 abitanti, situato nel land della Baviera.